# Cordillera de Pilás
Cordillera de Pilás är en bergskedja i Spanien.   Den ligger i provinsen Província de Lleida och regionen Katalonien, i den nordöstra delen av landet, 500 km nordost om huvudstaden Madrid.